# Giovanni II (vescovo di Benevento)
Giovanni II (X secolo) è stato un vescovo italiano di Benevento dal 943 al 956.

## Biografia
Eletto successivamente a Giovanni I, di lui si racconta in occasione di un ricorso effettuato al papa: denunciava il comportamento del monaco Leone e il prete Benedetto che con oro presero possesso delle sedi episcopali di Termoli e di Trivento, sedi controllate dal vescovo Giovanni nel marzo 947.
Le ultime notizie del vescovo le ritroviamo grazie al Sarnelli in un documento da lui redatto nell'anno 953